# Gare du Lion-d'Or - Croissanville
La gare du Lion-d'Or - Croissanville est une gare ferroviaire, fermée, de la ligne de Mézidon à Trouville - Deauville, située sur le territoire de la commune déléguée de Méry-Corbon, au sein de la commune nouvelle de Méry-Bissières-en-Auge, dans le département du Calvados en région Normandie.

## Situation ferroviaire
Établie à 33 mètres d'altitude, la gare du Lion-d'Or - Croissanville était située au point kilométrique (PK) 7,0 de la ligne de Mézidon à Trouville - Deauville, entre les haltes de Méry-Corbon et de Bissières.
Elle disposait de deux voies.

## Histoire
La ligne de chemin de fer de Mézidon à Dives a été déclarée d'intérêt public le 17 mars 1872 et a été mise en service le 15 juin 1879, comprenant donc la gare du Lion-d'Or - Croissanville. La ligne a été prolongée jusqu'à Beuzeval - Houlgate le 18 septembre 1882, et Trouville - Deauville le 20 juillet 1884. La gare du Lion-d'Or - Croissanville fut fermée au trafic voyageurs le 1er mars 1938, avec la totalité de la section de Mézidon à Dives, mais resta ouverte au trafic marchandises jusqu'au 3 novembre 1969. La ligne de Mézidon à Dives est déclassée en 1975.

## Patrimoine ferroviaire
Le bâtiment voyageurs d'origine est toujours présent, réaffecté, il est devenu une habitation privée.